# Тулдун
Тулдун (рос. Тулдун) — селище Єравнинського району, Бурятії Росії. Входить до складу Сільського поселення Тулдунське.
Населення — 485 осіб (2015 рік).